# Masacrul de la Hodjalî
Masacrul din Hodjalî (în azeră Xocalı soyqırımı) a fost o acțiune cu caracter de genocid făptuită de trupe armene împotriva populației azere civile din orașul încercuit Hodjali (Xocalı) din provincia Karabahul de Munte.

## Noapte de genocid
Noaptea de 25/26 februarie 1992 s-a înscris cu literele negre în istoria poporului azer. În acea noapte au acționat forțe militare armene, cu ajutorul tehnicii blindate și al militarilor din regimentul de infanterie de gardă nr. 366 staționat în orașul Stepanakert din timpul URSS-ului. Personalul era constituit în majoritate din armeni. Orașul Hodjalî a fost distrus în întregime.
Ca și genocidelurile de la Katîn, Lidice (Lidițe), Oradour-sur-Glane, tragedia din Hodjalî a fost un eveniment sângeros din istoria omenirii. Masacrul s-a soldat cu moartea a 613 azeri, între care 106 femei, 63 copii, 70 bătrâni. 1275 locuitori inocenți au fost capturați, iar despre soarta a 150 persoane nu se știe nimic, nici în momentul de față. 

## Barbarism
Potrivit datelor strânse de centrul „Memorial” din Rusia, asociație care militează pentru apărarea drepturilor omului, timp de patru zile în orașul Agdam au fost transportate cadavrele a 200 azeri uciși în Hodjalî. În câteva zeci de cazuri cadavrele aveau urme de tortură. În Aghdam, 181 cadavre (130 bărbați și 51 femei, înclusiv 13 copii) au fost supuse unui examen medico-legal. Rezultatul expertizei a stabilit că moartea celor 151 persoane a survenit  din cauza plăgilor provocate provocate prin împușcare, iar alte 20 persoane au decedat în urma unor răni provocate de schije și 10 persoane au fost omorîte prin împunsături cu obiecte ascuțite. Centrul rus de apărare a drepturilor omului a consemnat și cazul unui om scalpat viu.
Unele familii au fost nimicite complet, populația civilă au fost omorâtă cu o cruzime deosebită, cei capturați au fost supuși unor torturi brutale. Conform dreptului internațional și național, comiterea cu premeditare a actelor respective, în intenția  exterminării în funcție de apartenența etnică înseamnă genocid.

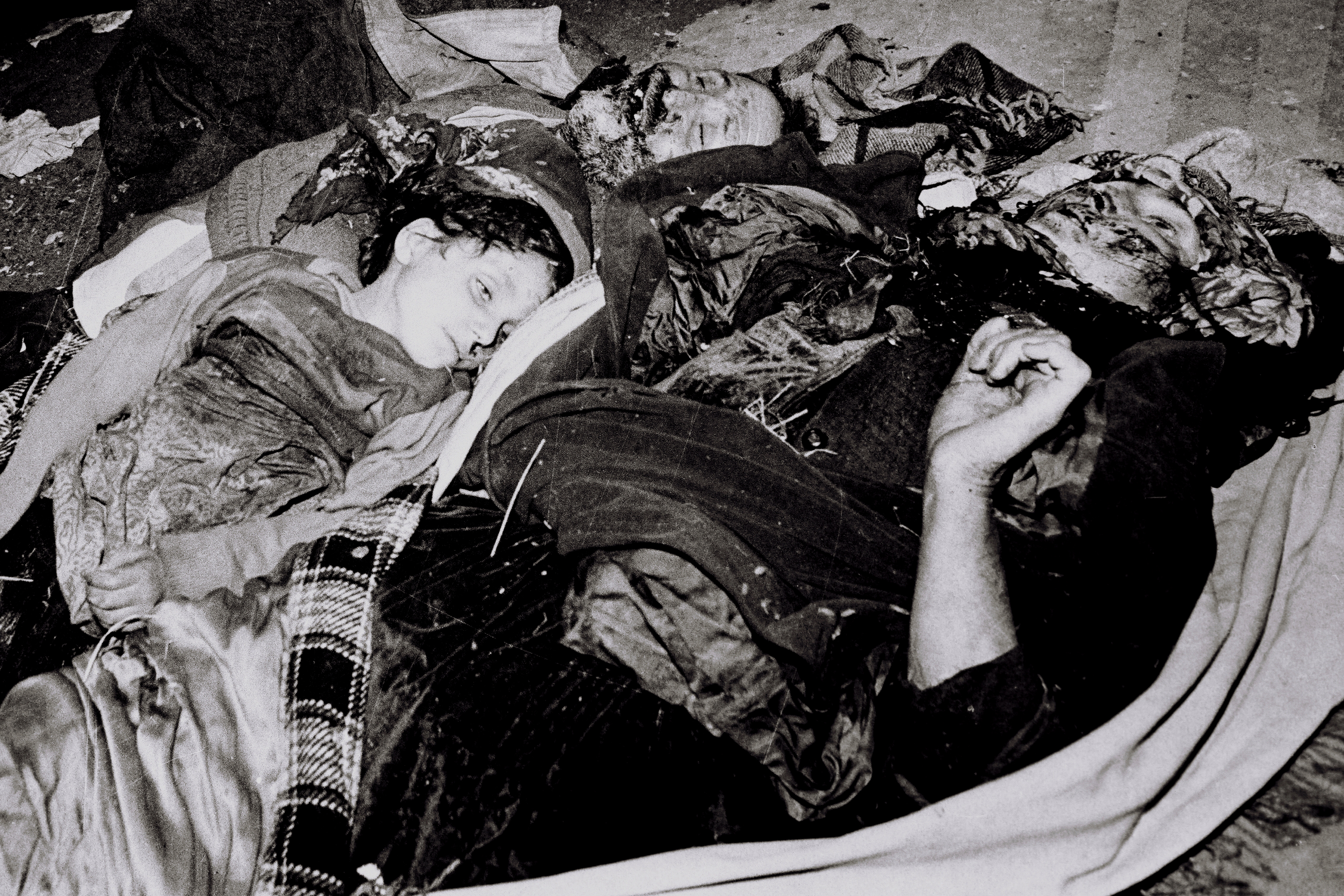
Victimele masacrului

## Clasificarea
Potrivit dreptului internațional, genocidul este o crimă impotrivă păcii și omenirii și este considerat pe plan internațional cea mai gravă crimă. În Convenția nr. 260 (III) din 9 decembrie 1948 pentru prevenirea și pedepsirea crimelor de genocid adoptată de Adunarea Generală a Organizației Națiunilor Unite - intrată în vigoare în 1961 - a fost definită noțiunea de bază juridică a crimei de genocid. În timpul conflictului armat dintre Armenia și Azerbaidjan au fost comise toate actele ce constituie crima de genocid definite în această Convenție. Consiliul de Securitate al ONU a adoptat patru rezoluții care cer retrocedarea necondiționată a teritoriilor azere ocupate, însă Armenia nu a dat curs până în prezent niciuneia dintre aceste rezoluții. 

## Legăturile externe
- Xocali. The chronicle of unseen forgery and falsification
- http://www.azerigenocide.org/ Arhivat în 19 aprilie 2019, la Wayback Machine.
- http://www.khojaly.org/ Arhivat în 7 februarie 2009, la Wayback Machine.
- http://www.khojaly.net/
- http://www.khojaly.org.az/
- http://www.human.az/ Arhivat în 20 septembrie 2007, la Wayback Machine.
- http://www.chingizmustafayev.com/xocali_soyqirimi.php Arhivat în 14 septembrie 2007, la Wayback Machine.
- http://www.nuhun.net/xocali/index.html Arhivat în 7 iulie 2007, la Wayback Machine.
- http://www.chodschali.de/ Arhivat în 24 august 2007, la Wayback Machine. (in germana)
- Xocalı soyqırımından șəkillər Arhivat în 28 septembrie 2007, la Wayback Machine.
- Xocalı Soyqırımı (Șəkillər)  Arhivat în 25 februarie 2007, la Wayback Machine.